# Чамлык (приток Лабы)
Чамлык — река в Краснодарском крае России. Правый приток реки Лаба. Длина реки составляет 231 км, площадь водосборного бассейна 2830 км².

## География
Река Чамлык берёт начало у посёлка Весёлый. Течёт на север. В верхнем течении Чамлык имеет характер горной реки, а в нижнем равнинной. Впадает в Лабу в станице Темиргоевская. Устье реки находится в 91 км по правому берегу реки Лаба.
У реки Чамлык несколько притоков. Наиболее крупные из них: Синюха, Грязнуха 1-я (балка Грязнуха), Окард (Окарт), Камышовая.

## Данные водного реестра
По данным государственного водного реестра России относится к Кубанскому бассейновому округу, водохозяйственный участок реки — Чамлык. Речной бассейн реки — Кубань.